# Alfred Schulze (Jurist)
Robert Alfred Schulze (* 30. April 1878 in Dresden; † 2. Juli 1929 ebenda) war ein deutscher Verwaltungsjurist und Politiker (DVP). Von 1919 bis 1929 war er Leiter der Sächsischen Staatskanzlei.

## Leben

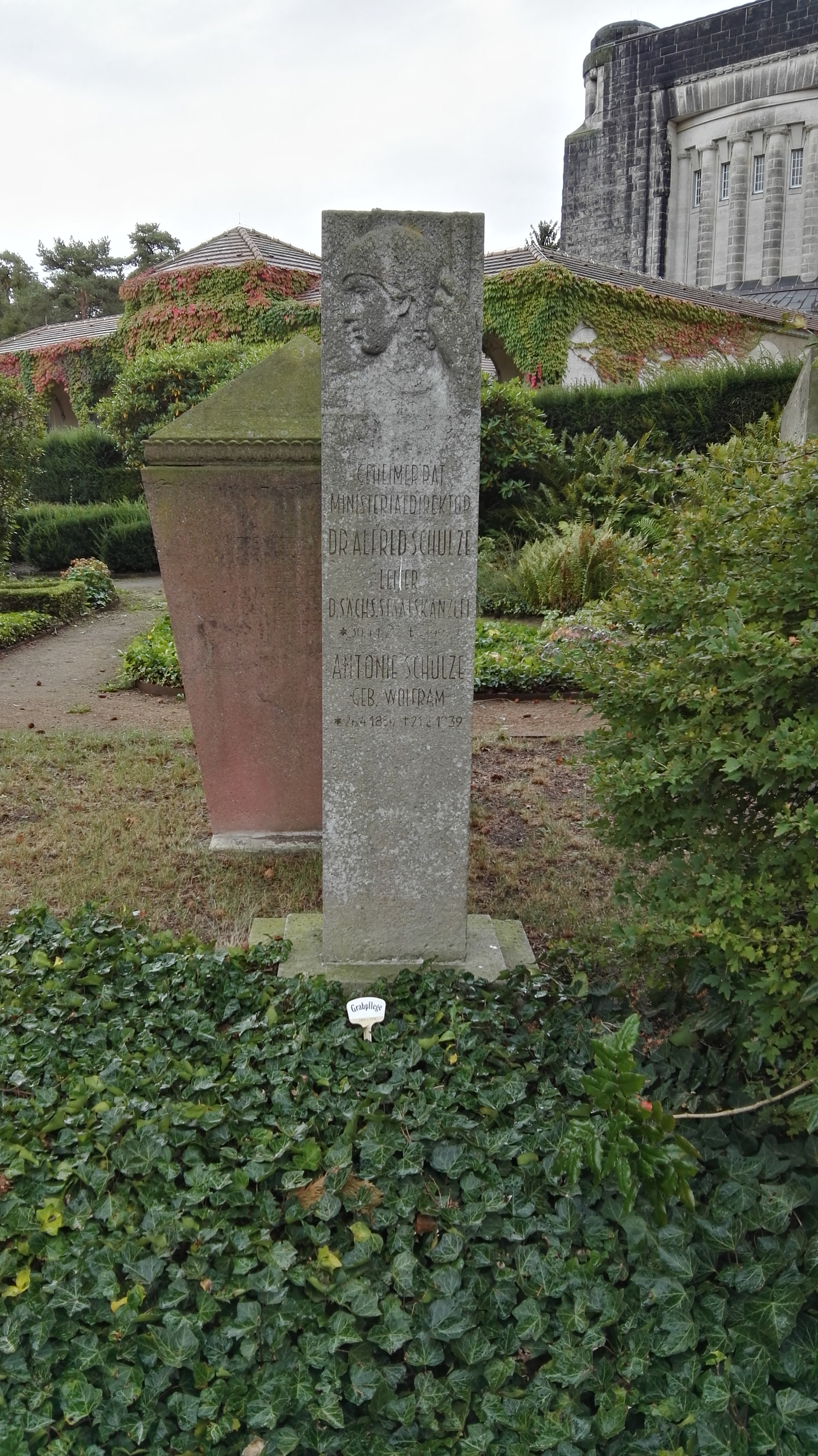
Grab von Alfred Schulze auf dem Urnenhain Tolkewitz, gestaltet von Karl Albiker

Er war der Sohn des späteren Musikdirektors Albin Robert Schulze und dessen Ehefrau Marie Antonie geborene Wolfram. Schulze besuchte bis 1897 das Kreuzgymnasium in Dresden und studierte anschließend bis 1900 Rechtswissenschaften an der Universität Leipzig. Nach der ersten juristischen Staatsprüfung trat er in den Vorbereitungsdienst der sächsischen Justiz ein und legte 1905 die zweite juristische Staatsprüfung ab. Anschließend arbeitete er als Gerichtsassessor an den Landgerichten Leipzig und Dresden.
Im Jahr 1908 wechselte Schulze als Hilfsarbeiter in das Reichsamt des Innern (Verfassungsabteilung) und wurde 1910 sächsischer Landrichter. 1912 erfolgte die Ernennung zum Geheimen Regierungsrat und Vortragenden Rat und 1916 zum Geheimen Oberregierungsrat. Vom 3. Januar 1918 bis Anfang 1919 war Schulze Protokollführer des Bundesrats. Unter Hugo Preuß wirkte er an der Erarbeitung der Weimarer Verfassung mit.
Am 1. März 1919 kehrte Schulze nach Sachsen zurück und wurde als Ministerialdirektor und Geheimer Rat Leiter der neu gegründeten Sächsischen Staatskanzlei. Außerdem übernahm er gleichzeitig die Leitung der Abteilung II des sächsischen Ministeriums des Innern (Medizinal- und Kommunalwesen und Kunstpflege) und war zudem für die Führung der Geschäfte des Ministeriums der auswärtigen Angelegenheiten zuständig. Vom 10. März 1919 bis zu seinem Tod 1929 war Schulze auch stellvertretender Bevollmächtigter Sachsens im Reichsrat.
Die Tätigkeit als Leiter der Sächsischen Staatskanzlei wurde nur kurzzeitig während der von Erich Zeigner geführten Koalitionsregierung aus SPD und KPD im Oktober 1923 unterbrochen, in der der KPD-Vorsitzende Heinrich Brandler Leiter der Staatskanzlei war. Mit der Reichsexekution unter dem Reichskommissar Rudolf Heinze kehrte Schulze weder in seine alte Funktion zurück und behielt sie von da an bis zu seinem Tod.
Neben seiner Tätigkeit auf Landesebene war Schulze von Januar 1924 bis Dezember 1926 als Stadtverordneter für die Deutsche Volkspartei (DVP) in Dresden auch kommunalpolitisch tätig. Bei der Vorsteherwahl 1924 unterlag er nach Stimmengleichheit nur aufgrund eines Losentscheides, den ein SPD-Kandidat gewann. Von 1925 bis 1926 wirkte er als Vorsitzender des Rechtsausschusses der Stadtverordnetenversammlung.
In seiner Eigenschaft als Leiter der Abteilung II war Schulze Vertreter des Innenministeriums im Akademischen Rats der Akademie der bildenden Künste und dessen Vorsitzender. In dieser Funktion hatte er großen Einfluss auf die Kunstpolitik in Sachsen. Der Kunsthistoriker Fritz Löffler bezeichnete ihn sogar als „ungekrönten König von Sachsen“. Darüber hinaus pflegte Schulze auch privat Kontakte zu zahlreichen Künstlern wie Robert Sterl, Otto Dix oder Conrad Felixmüller. Sterl porträtierte ihn 1928. Dix, den er sehr förderte, stellte Schulze als Saxophonspieler in seinem Triptychon Großstadt (1927/28) dar. Ebenfalls 1927 porträtierte ihn der bekannte Fotograf Hugo Erfurth.
Schulze war auch Vorstandsmitglied des Sächsischen Kunstvereins.

## Familie
Schulze war mit Eva Johanne Lotte, geb. Battmann (1886–1969), verheiratet. Sie hatten drei Kinder, darunter die Kunsthistorikerin Elfriede Schulze-Battmann (1910–2001) und den unter seinem Künstlernamen Wols bekanntgewordenen Sohn Wolfgang Schulze (1913–1951).

## Veröffentlichungen
- Das Reichsbeamtengesetz in der Fassung der Bekanntmachung vom 18. Mai 1907 (= Juristische Handbibliothek. Band 276). Roßberg, Leipzig 1908.
- Das Wahlrecht für die verfassunggebende deutsche Nationalversammlung. Reimar Hobbing Verlag, Berlin 1918.
- Das Reichstagswahlrecht. Reimar Hobbing Verlag, Berlin 1920 (2. Aufl. 1924).
- Das neue Deutsche Reich. Wolfgang Jess Verlag, Dresden 1927.
- Griechenland und Amerika. Plaudereien über Reiseeindrücke aus der Alten und Neuen Welt. Wolfgang Jess Verlag, Dresden 1928.